# Bélgica romana

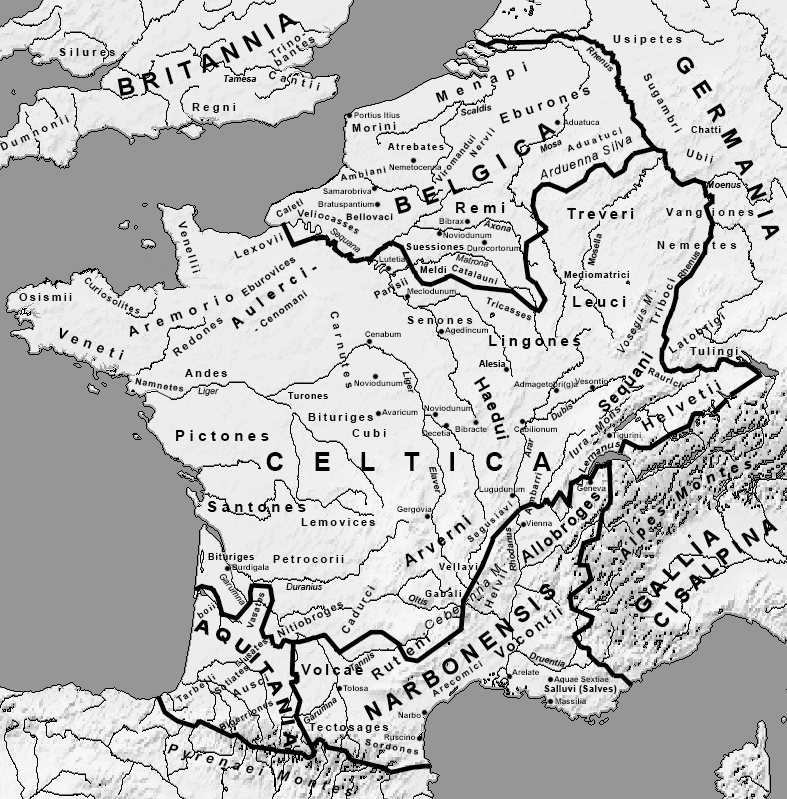
A região da Bélgica antes da conquista de Júlio César

Bélgica era o antigo nome de uma região do Império Romano onde, posteriormente, uma província romana foi organizada com o nome de Gália Bélgica. A região está localizada no território da moderna Bélgica, norte da França, Luxemburgo, a porção dos Países Baixos abaixo do Reno e a Renânia. Quando a província foi criada, abrangia as terras ocupadas pelas tribos belgas aliadas que lutaram contra Júlio César mais as terras dos tréveros, mediomátricos e leucos, que eram vizinhos para o sudeste. Segundo César, o limite sul da Bélgica, formada pelo rio Marna e Sena, era a fronteira cultural entre os belgas e os gauleses celtas.
A província foi ampliada e reduzida com o passar dos anos. É possível que ela tenha se estendido até o Reno, que é como Plínio, o Velho, a descreve, mas esta região foi colonizada por veteranos romanos e por tribos germânicas recém-chegadas vindas do leste do Reno, que rapidamente desenvolveram sua própria administração. Muito depois, o território foi reduzido quando o imperador Diocleciano juntou a Cidade dos Tungros (Civitas Tungrorum) na Germânia Inferior, fundindo as províncias da Renânia. Ele também dividiu o que sobrou da Gália Bélgica em Bélgica Prima - a porção oriental dos tréveros, mediomátricos e leucos que cerca Luxemburgo e as Ardenas - e a Bélgica Secunda - na região entre o rio Mosa e o Canal da Mancha. A capital da Bélgica Prima, Augusta dos Tréveros (Tréveris), tornou-se depois uma importante capital romana.

## Conquista romana
Em 57 a.C., Júlio César iniciou a conquista da Gália setentrional e já sabia que a região ao norte do Sena e do Marna era habitada por um povo (ou uma aliança de povos) conhecido como belgas (em latim: belgae), um nome que depois serviu de base para criação da província romana da Bélgica. César relatou que os belgas eram distintos dos gauleses celtas que viviam mais ao sul pela "língua, costumes e leis" (lingua, institutis, legibus), mas não entrou em detalhes, exceto num ponto em que ele menciona que soube pelos seus contatos que os belgas tinham parentes a leste do Reno, um território que ele chamou de "Germânia". Algumas destas tribos mais próximas do Reno ele chamou de Germanos cisrenanos (Germani cisrhenani). Por outro lado, Estrabão afirmou que as diferenças entre celtas e belgas - na língua, instituições e política - eram bem pequenas. Historiadores modernos interpretam as evidências de César e arqueológicas como uma indicação de que o fulcro da antiga aliança dos belgas era a região norte da França, onde estavam as tribos dos suessiões, viromandos, ambianos e talvez algumas outras vizinhas próximas. Estas eram as líderes da primeira aliança militar que ele César teve que enfrentar e eram também as mais avançadas economicamente (e, portanto, menos "germânicas", nas palavras de César) que a maioria dos aliados mais para o norte como os Germanos cisrenanos.
Porém, todas as tribos belgas se aliaram contra os romanos por causa da decisão imperial de invernar legiões em seu território. Segundo o relato de César, no princípio do conflito, os belgas conseguiram juntar uma força de 288 000, liderados pelo rei suessião Galba. Por conta do tamanho da coalizão e da reputação de bravura dos adversários, César evitou a todo custo dar combate ao exército belgas reunido. Ao invés disso, ele fez uso da cavalaria para enfrentar unidades menores e apenas quando ele conseguia isolar uma das tribos é que ele ele recorria ao combate tradicional. Pouco a pouco, todas caíram desta forma e César ofereceu termos generosos aos derrotados, inclusive proteção romana para as tribos que se renderam contra seus vizinhos. A maior parte das tribos concordou com essas condições, mas, ainda assim, uma série de revoltas se seguiram à conquista de 57 a.C. A maior delas, liderada pelos belóvacos em 52 a.C., depois da derrota de Vercingetórix. Durante esta revolta, eram os belgas que evitavam o conflito direto e passaram a atacar as legiões romanas, lideradas pessoalmente por César, com forças rápidas de cavalaria e arqueiros. A revolta finalmente foi esmagada depois que uma emboscada dos belóvacos contra os romanos fracassou e os rebeldes foram massacrados.

## Formação da Gália Bélgica
A província da Gália Bélgica era originalmente parte da Gália Comata, uma estrutura que se mostrou pouco efetiva. Depois de um censo na província em 27 a.C., Augusto ordenou que as províncias na Gália fossem reestruturadas. Portanto, em 22 a.C., Marco Agripa repartiu a Comata em três novas províncias, Gália Aquitânia, Gália Lugdunense e Gália Bélgica. Ele se baseou no que ele entendia serem distinções linguísticas, de raça e organização comunitária - a Gália Bélgica, seguindo este racinal, deveria ser formada de uma mistura de povos celtas e germânicos. A capital do território era Durocortoro (Reims), de acordo com Estrabão, embora posteriormente, em dada desconhecida, tenha se mudado para Augusta dos Tréveros (Tréveris).
Historiadores modernos, porém, enxergam o termo "Gália" e suas subdivisões como "resultado de uma etnografia falha" e percebem a divisão da Gália Comata em três como uma tentativa de construir um governo mais eficiente e não uma divisão cultural. Sucessivos imperadores romanos balanceram a romanização dos povos da Gália Bélgica com a sobrevivência de uma cultura preexistente. Os romanos permitiram que os governos locais - tipicamente na forma de cantões - sobrevivessem, porém, especificamente na Bélgica, o número era baixo. Quem governava eram os concilia em Durocortoro e Augusta dos Tréveros. Adicionalmente, era obrigatório que os nobres locais participassem nos festivais em Lugduno (Lyon), que tipicamente celebrava ou adorava o imperador. A adoção gradual de nomes romanizados pelas elites locais e a romanização das leis sob uma autoridade local demonstram a efetividade destes concilia galliarum. Finalmente, é por isso que estes historiadores defendem que o conceito e a comunidade da Gália Bélgica não são anteriores à província romana e sim são derivados dela.

## Império Romano
No século I (estima-se que em 90), as províncias da Gália foram novamente reestruturadas. O imperador Domiciano reorganizou-as para separar as zonas militarizadas do Reno das populações civis da região. A porção note da Gália Bélgica foi separada e rebatizada de Germânia Inferior, que, por sua vez, seria depois reorganizada como Germânia Secunda. A nova província incluía a porção oriental da moderna Bélgica, a porção mais meridional dos Países Baixos e uma parte da Alemanha. A porção oriental também foi separada para formar a Germânia Superior (partes da Alemanha ocidental e da França oriental). Finalmente, a fronteira sul da Gália Bélgica avançou para o sul e a nova província Bélgica passou a incluir cidades como Camaraco (Cambrai), Nemetaco (Arras), Samarobriva (Amiens), Durocortoro (Reims), Divoduro (Metz) e Augusta dos Tréveros (Tréveris).
O imperador Diocleciano reestruturou as províncias por volta de 300 e dividiu a Bélgica em duas províncias: Bélgica Prima (ou Bélgica I) e Bélgica Segunda (ou Bélgica II), a primeira esta na porção oriental com capital em Augusta dos Tréveros. A fronteira entre as duas seguia aproximadamente o curso do rio Mosa. Ambas foram incluídas, juntamente com as províncias Lugdunense, Germânia Prima, Germânia Secunda, Máxima Sequânia e Alpes Peninos e Graios, na diocese das Gálias (Galliae). Com a divisão do Império Romano, em 395, elas ficaram sob o domínio do Império Romano do Ocidente.

## Queda da Gália Bélgica
Em 406, os vândalos, burgúndios e outras tribos cruzaram o Reno e derrotaram as forças gaulesas. Os francos já haviam invadido a Germânia Inferior e a controlavam desde pelo menos 350. O galo-romano "Reino de Soissons" (457-486) conseguiram manter o controle sobre partes da Bélgica, porém os francos emergiram vitoriosos e a Bélgica Secunda tornou-se, no século V, o centro do Reino Merovíngio de Clóvis I e, depois, no século VIII, o coração do Império Carolíngio. Depois da morte do filho de Carlos Magno, Luís, o Piedoso, a região foi dividida pelo Tratado de Verdun em 843. Os três filhos deste dividiram o território em três reinos: Frância Oriental, Frância Ocidental, que tornou-se o centro da moderna França, a Média Frância, que foi sucedida rapidamente pela Lotaríngia. Esta divisão, apesar de frequentemente retratada como a dissolução do Império Franco, na verdade não era mais do que a aderência dos francos à tradicional patrimonia sálica. A Lotaríngia foi repartida entre a Frância Oriental e Ocidental em 870 pelo Tratado de Meerssen.

## Bélgica como nome dos Países Baixos
Embora o nome "Bélgica" seja hoje reservado à moderna Bélgica, antes da subdivisão da região dos Países Baixos em duas metades norte e sul no século XVI, o nome era uma referência à toda região. As "Dezessete Províncias" dos Países Baixos foram então divididas nas regiões independentes da Bélgica Federada, também chamada de República das Sete Províncias Unidas dos Países Baixos ("federal"), e Bélgica Régia, a Neerlândia Meridional ("real") sob os Habsburgos. Como exemplo, diversos mapas da época República, que equivalia à Neerlândia Setentrional, que não tinha quase nenhuma sobreposição com o território da Bélgica moderna (e sim com o país chamado Países Baixos ou "Holanda"), trazem o título latino Belgium Foederatum.